# Edward Lawrie Tatum
Edward Lawrie Tatum (Boulder, Colorado, 1909. december 14. – New York, 1975. november 5.) amerikai genetikus. 1958-ban George W. Beadle-vel és Joshua Lederberggel megosztva orvostudományi Nobel-díjat kapott „annak felfedezéséért, hogy a gének kémiai reakciók szabályozásával fejtik ki hatásukat”. Tatum Beadle-vel közösen kutatta a Neurospora crassa penészgomba genetikáját és kimutatták, hogy a mutációk megváltoztatják az anyagcsere egyes lépéseit befolyásoló enzimeket és ennek alapján megfogalmazták az "egy gén, egy enzim" elméletet.

## Tanulmányai
Edward L. Tatum 1909. december 14-én született a coloradói Boulderben. Apja Arthur Lawrie Tatum kémiát adott elő a Coloradói Egyetemen, anyja pedig Mabel Webb volt, akinek apja az állami iskolák szuperintendánsaként dolgozott. Edwardnak volt egy ikertestvére is, Elwood, aki azonban nem sokkal születése után meghalt. A család igen sokat költözött, ahogyan Arthur Tatum újabb állásokat kapott különböző egyetemeken míg a farmakológia professzora nem lett. Végül 1925-ben állapodtak meg a Wisconsin–Madison Egyetemen. Edward is ezen az egyetemen szerezte meg BSc oklevelét 1931-ben és MSc, valamint PhD fokozatát 1932-ben, illetve 1934-ben. Disszertációját bakteriológiai témából írta.

## Tudományos munkássága
Doktori címének megszerzése után egy évet Hollandiában, az Utrechti Egyetemen töltött, ahol a Staphylococcusok növekedési faktorait kutatta. Visszatérése után 1937-ben felajánlottak neki egy kutatói állást a Stanford Egyetemen, ahol George W. Beadle genetikus a Drosophilák szemszín-mutációja mögötti biokémiát szerette volna kideríteni. Egyúttal a tejiparból is megkeresték, akiknek bakteriológusra volt szükségük a vajtermelés javítására. Tatum a jobb fizetés helyett a kutatást választotta és 1937 és 1941 között a muslica szempigmentjeit kutatta. Már közel voltak a bonyolult biokémiai útvonalak kibogozásához, mikor egy másik csoport leközölte, hogy a szem színét a triptofán egyik metabolitja határozza meg. A csalódott Tatum és Beadle új témát keresett: a Neurospora crassa penészgombában kezdték vizsgálni a mutációk hatását az anyagcserére. Röntgensugárzással mutációkat indukáltak és aztán biokémiai változatokat kerestek a kultúrákban. Aprólékos, nehéz munka volt és megállapodtak, hogy maximum 5 ezer kultúrát néznek végig, de a 299.-ben megtalálták amit kerestek. Kimutatták, hogy a genetikai mutációk enzimreakciók megváltozásához vezetnek; ezután pedig megfogalmazták az "egy gén, egy enzim" hipotézist, ami jelentősen segítette az ekkoriban kezdődő molekuláris genetikai forradalmat.
1945-ben Tatum átment a Yale Egyetemre. Korábbi módszerüket használva az Escherichia coli baktériumban keresett anyagcsere-mutációkat. Egy tehetséges doktorandusza, Joshua Lederberg felfedezte, hogy a baktériumok képesek kicserélni genetikai anyagukat.
1948-ban Tatum visszatért a Stanfordra, ahol 1956-ban megkapta a biokémiai tanszék vezetését. Pár hónappal később azonban családi okokból (elvált feleségétől) New Yorkba költözött, ahol a Rockefeller Intézetnél kapott professzori állást. Itt is maradt egészen haláláig. 

## Elismerései
Edward Tatum, George W. Beadle és Joshua Lederberg genetikai kutatásaikért 1958-ban orvostudományi Nobel-díjban részesült. 1953-ban Tatum megkapta az Amerikai Kémiai Társaság Remsen-díját. Tagja volt az Amerikai Tudományos Akadémiának, az Amerikai Rákkutató Társaságnak, az Amerikai Filozófiai Társaságnak és az Amerikai Kémiai Társaságnak. 

## Családja
Edward Tatum az 1930-as évek elején vette feleségül June Altont, akivel a Wisconsini Egyetemen ismerkedett meg. Két lányuk született, Margaret és Barbara Tatum. 1956-ban elváltak, Tatum pedig ugyanebben az évben összeházasodott Viola Kantorral. Viola 1974-ben meghalt, Tatum pedig harmadszor is megnősült, Elsie Berglandot vette feleségül.
Edward L. Tatum 1975. november 5-én halt meg, 65 évesen, szívroham következtében, amit a dohányzás okozta emfizéma súlyosbított.